# Hans Amann

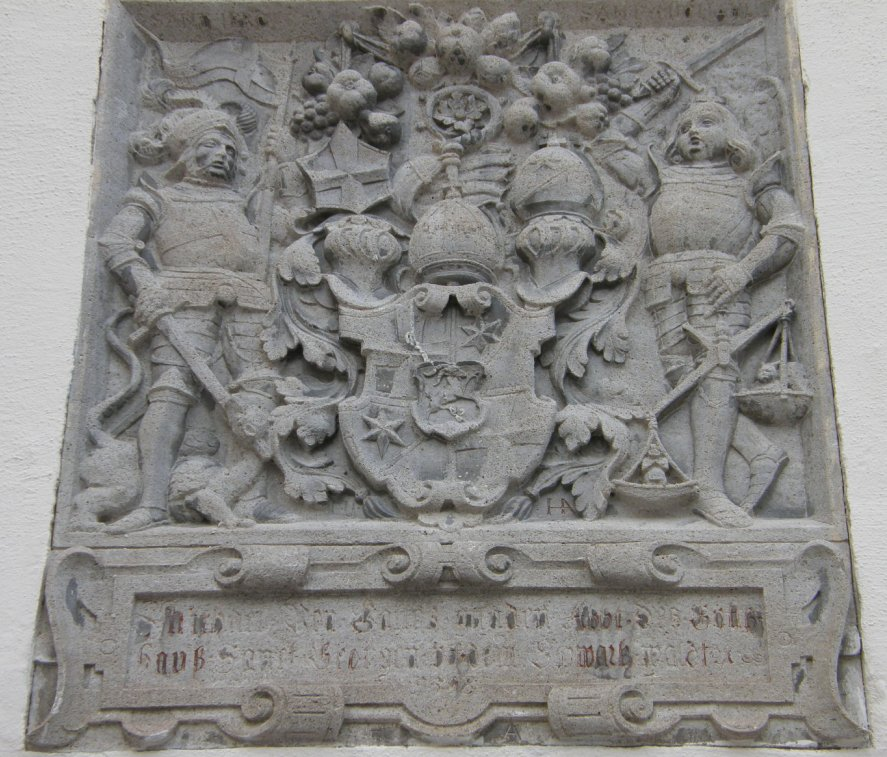
Wappentafel des Abtes Michael Gaißer, Hans Amann, 1598 (Kopie)

Hans Amann (* um 1555 in Ulm; † um 1626 in Villingen) war ein süddeutscher Bildhauer der Renaissance.
Er war der Sohn eines gleichnamigen Steinmetzes aus Ulm und wurde vermutlich dort geboren. In Ulm findet sich der Name 1580 und 1585 als Meister der drei Spethschen Grabmäler in der Hettinger Kirche und 1589 als Schöpfer der Kanzel in der Hechinger Klosterkirche St. Luzen. Ob es sich hierbei um den Vater oder den Sohn gehandelt hat, lässt sich nicht eindeutig feststellen, denn anscheinend verwendeten beide dasselbe Meisterzeichen. Der Vater, dem man u. a. Arbeiten am Glockenturm des Ulmer Münsters zuschreibt, starb 1597. Sein Sohn ging vermutlich kurz nach dessen Tod nach Villingen, wo er seit demselben Jahr urkundlich bezeugt und seit 1601 im Bürgerbuch aufgeführt ist. Um 1600 wurde er in die Villinger Bauleutezunft aufgenommen, 1605 erwarb er ein Haus in der Brunnengasse. Er ist vermutlich um 1626 gestorben und wurde im Beinhaus bei der Altstadtkirche bestattet.
Amann ist neben Hans Kraut und Anton Berin einer der bekanntesten Villinger Künstler. Von ihm stammen zahlreiche Werke der Bildschnitzerei wie die große Wappentafel des Abtes Georg Michael Gaisser, eine Zunftlade der Villinger Bauleutezunft und ein bemaltes Holzrelief mit dem Titel „Das Fegfeuer“, die sich alle im Franziskanermuseum in Villingen befinden. Eine Kopie der Gaißer-Wappentafel ist über dem Portal der 2010 renovierten Alten Prälatur zu sehen. Für das Villinger Münster schuf er das Epitaph des Junkers Johann Christoph Widmann, in Hüfingen den des Freiherrn Arbogast von Schellenberg. Nach ihm sind je eine Straße in Villingen und Hechingen benannt.